# Signalizační tranzitní bod

Struktura SS7 sítě

Signalizační tranzitní bod (anglicky Signal Transfer Point, Signalling Transfer Point, SP) je router (směrovač), který přenáší zprávy Signalizačního systému č. 7 mezi signalizačními koncovými body (SEP) a jinými signalizačními tranzitními body. Mezi signalizační koncové body patří service switching points (SSPs) a service control points (SCPs). STP je propojeno se sousedícími SEP a STP pomocí signalizačních linek. STP směruje zprávy na jednu z odchozích signalizačních linek podle adresních polí SS7 zprávy. Hranové STP mohou používat techniku hloubkové analýzy zpráv a směrovat zprávy i podle těla zprávy. Díky tomu mohou provádět převody adres (address translation) a analyzovat obsah, aby zabránil přenosu zpráv s pochybným obsahem nebo z nespolehlivých zdrojů. Pro dosažení vysoké spolehlivosti jsou STP v síti obvykle zdvojené (tvoří tzv. anglicky mated pairs).
Signalizační tranzitní body jsou propojeny pouze signalizačními linkami, nejsou k nim připojeni telefonní účastníci, jako jsou mobilní telefony (MS), pevné telefonní linky v případě tradiční telefonní sítě, nebo koncová zařízení připojená k ISDN kanálu B. Signalizační zprávy posílají SEP ostatním SEP, ale protože jednotlivé SEP nemusí být přímo propojeny, komunikují přes přilehlé STP. Hlavním úkolem STP je určit nejlepší trasu pro komunikaci dvou SEP. Typickým použitím je např. dohoda dvou SEP na použití sdílené datové cesty (např. použitím ISUP zahájit telefonní hovor mezi účastníkem na jedné SEP a účastníkem na druhé SEP). Tímto způsobem STP směruje signalizační zprávy (pro vytvoření, udržení nebo ukončení všech druhů volání přicházejících od uživatelů připojených na příslušný SEP), přičemž se vyhýbá vypnutým mezilehlým STP.
Signalizační zpráva obvykle není posílána mezi výchozím a cílovým SEP přímo, ale prostřednictvím STP, které zajistí směrování zprávy na cílové SEP. V některých aplikacích se však SEP propojují přímo pro zvýšení robustnosti nebo propustnosti mezi dvěma kritickými SEP. Tyto smíšené (mesh) konfigurace sítě jsou časté v Evropě, kde STP nejsou tak často používány.
V některých situacích může STP vysílat signalizační zprávy pro zjištění stavu signalizační sítě, například:
- zprávy pro testování sady tras (link set) pro zjištění dostupnosti určitého SEP;
- nízkoúrovňové MTP zprávy na sousední signalizační bod pro kontrolu bitové chybovosti (BER) určité signalizační linky;
- zprávy oznamující sousedním signalizačním bodům, že ukončuje činnost, aby mohly včas provést přesměrování provozu.

Některá zařízení mohou plnit funkci SEP i STP. Často tak fungují SSP. Také signalizační brány mohou mít funkčnost aplikačního serveru (AS) jak to definuje IETF.
V Universal Mobile Telecommunications System (UMTS) jsou v STP implementována některá řešení pro přenositelnost telefonních čísel. V těchto sítích STP provádí překlad globálních titulů (Global Title Translation, GTT), která může být použita pro směrování dotazů z bránového MSC (GMSC) do HLR. Základním principem je, že každé volání na mobilní telefon je nejdříve směrováno na bránové MSC pro příslušný mobilní telefon.